# Deucalion (Troyen)
Pour les articles homonymes, voir Deucalion.
Dans l'Iliade, Deucalion est un guerrier troyen. Il n'apparaît que dans le livre XX, où est raconté son meurtre brutal commis par Achille. 
Le héros grec frappe d'abord Deucalion au bras, avec une lance de loin. La main reste donc engourdie, et Deucalion à ce stade ne peut qu'attendre la mort imminente. Achille se jette sur lui et avec l'épée décapite son ennemi. La tête de Deucalion vole avec le casque, tandis que le sang sort de son torse avec la pulpe médullaire.